# 492
492 (CDXCII) fue un año bisiesto comenzado en miércoles del calendario juliano, en vigor en aquella fecha.
En el Imperio romano, el año fue nombrado el del consulado de Anastasio I y Rufo, o menos comúnmente, como el 1245 Ab urbe condita, adquiriendo su denominación como 492 a principios de la Edad Media, al establecerse el anno Domini.

## Acontecimientos
- Gelasio I sucede en el papado a Félix III tras la muerte de este.
- Comienza la Guerra isáurica, entre el Imperio romano de Oriente y los rebeldes de Isauria y se prolongará hasta 497.

## Fallecimientos
- Félix III, papa.